# Kovářov (Čichalov)
Kovářov (německy Kowarschen) je malá vesnice, část obce Čichalov v okrese Karlovy Vary v Karlovarském kraji. Nachází se asi 1,5 kilometru jihovýchodně od Čichalova. V roce 2011 zde trvale žilo deset obyvatel.
Kovářov leží v katastrálním území Kovářov u Žlutic o rozloze 1,79 km².

## Historie
První písemná zmínka o vesnici pochází z roku 1373.

## Obyvatelstvo
Při sčítání lidu v roce 1921 zde žilo 46 obyvatel (z toho 21 mužů) německé národnosti a římskokatolického vyznání. Podle sčítání lidu z roku 1930 měla vesnice padesát obyvatel: 49 Němců a jednoho cizince. Až na jednoho evangelíka se hlásili k římskokatolické církvi.
|                                                                   | 1869 | 1880 | 1890 | 1900 | 1910 | 1921 | 1930 | 1950 | 1961 | 1970 | 1980 | 1991 | 2001 | 2011 | 2021 |
| ----------------------------------------------------------------- | ---- | ---- | ---- | ---- | ---- | ---- | ---- | ---- | ---- | ---- | ---- | ---- | ---- | ---- | ---- |
| Obyvatelé                                                         | 80   | 60   | 74   | 51   | 45   | 46   | 50   | 21   | 32   | 31   | 8    | 6    | 5    | 10   | 7    |
| Domy                                                              | 11   | 11   | 11   | 10   | 9    | 10   | 10   | 8    | —    | 5    | 4    | 2    | 7    | 10   | 9    |
| Počet domů z roku 1961 je zahrnut v domech místní části Čichalov. |      |      |      |      |      |      |      |      |      |      |      |      |      |      |      |

## Obecní správa
Při sčítání lidu v letech 1869–1930 Kovářov byl samostatnou obcí v okrese Žlutice. V roce 1950 byl osadou obce Štoutov v okrese Toužim. Od roku 1960 do 30. června 1975 byl častí obce Čichalov v okrese Karlovy Vary. Od 1. července 1975 do 28. února 1990 byl částí města Žlutice v okrese Karlovy Vary. Od 1. března 1990 je opět částí obce Čichalov v okrese Karlovy Vary.

## Galerie

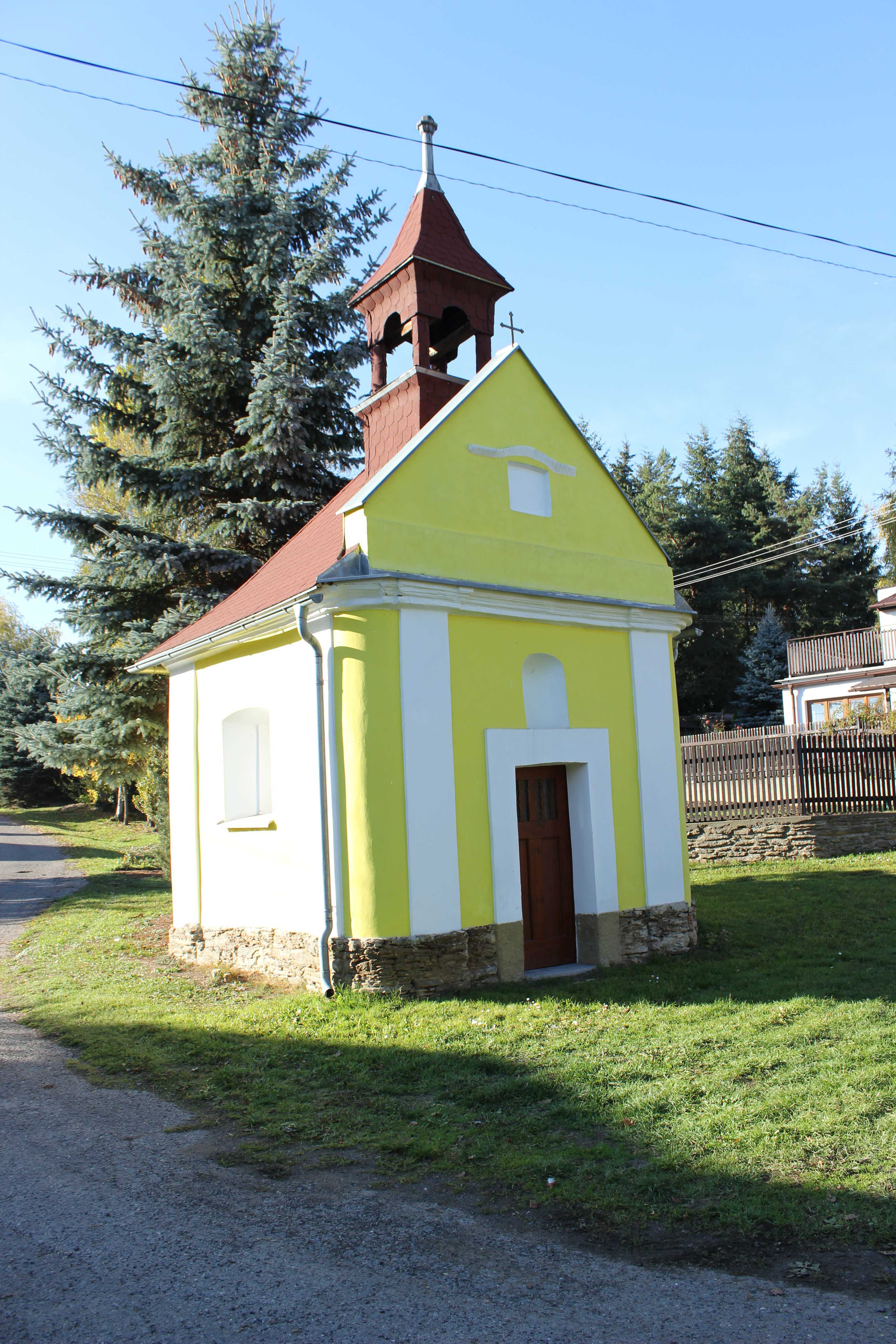
Kaplička
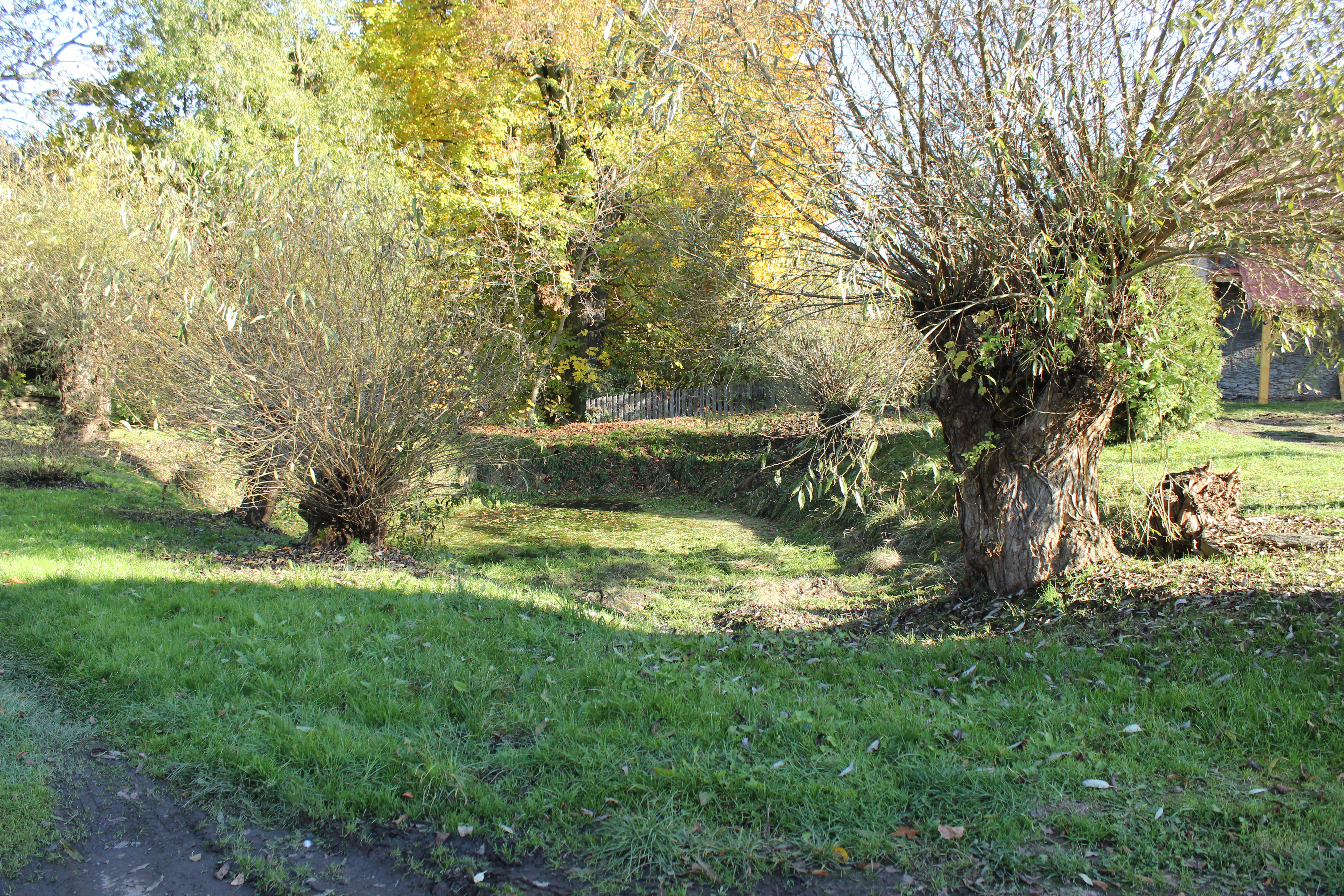
Vyschlý rybník
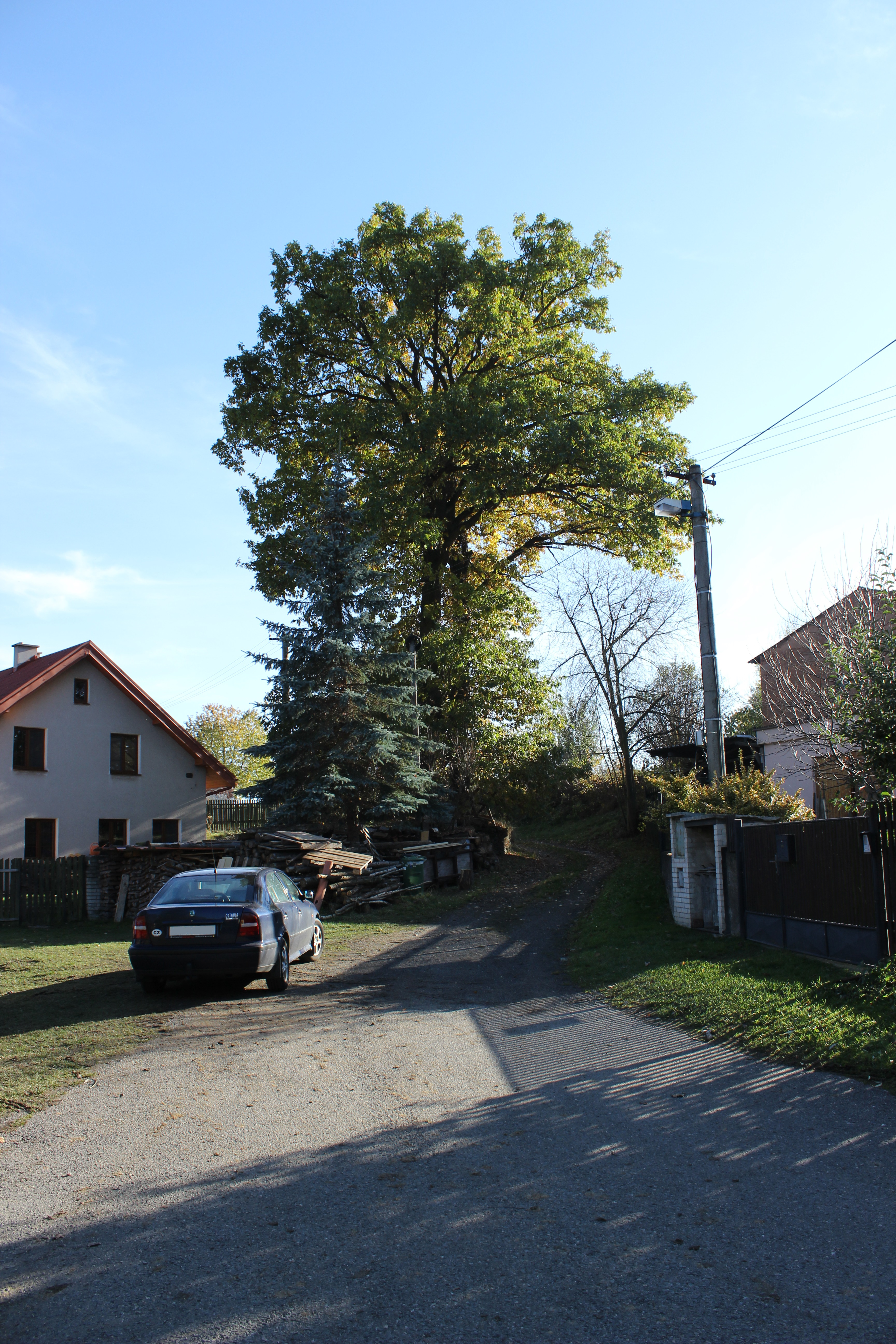
Vzrostlý strom u návsi
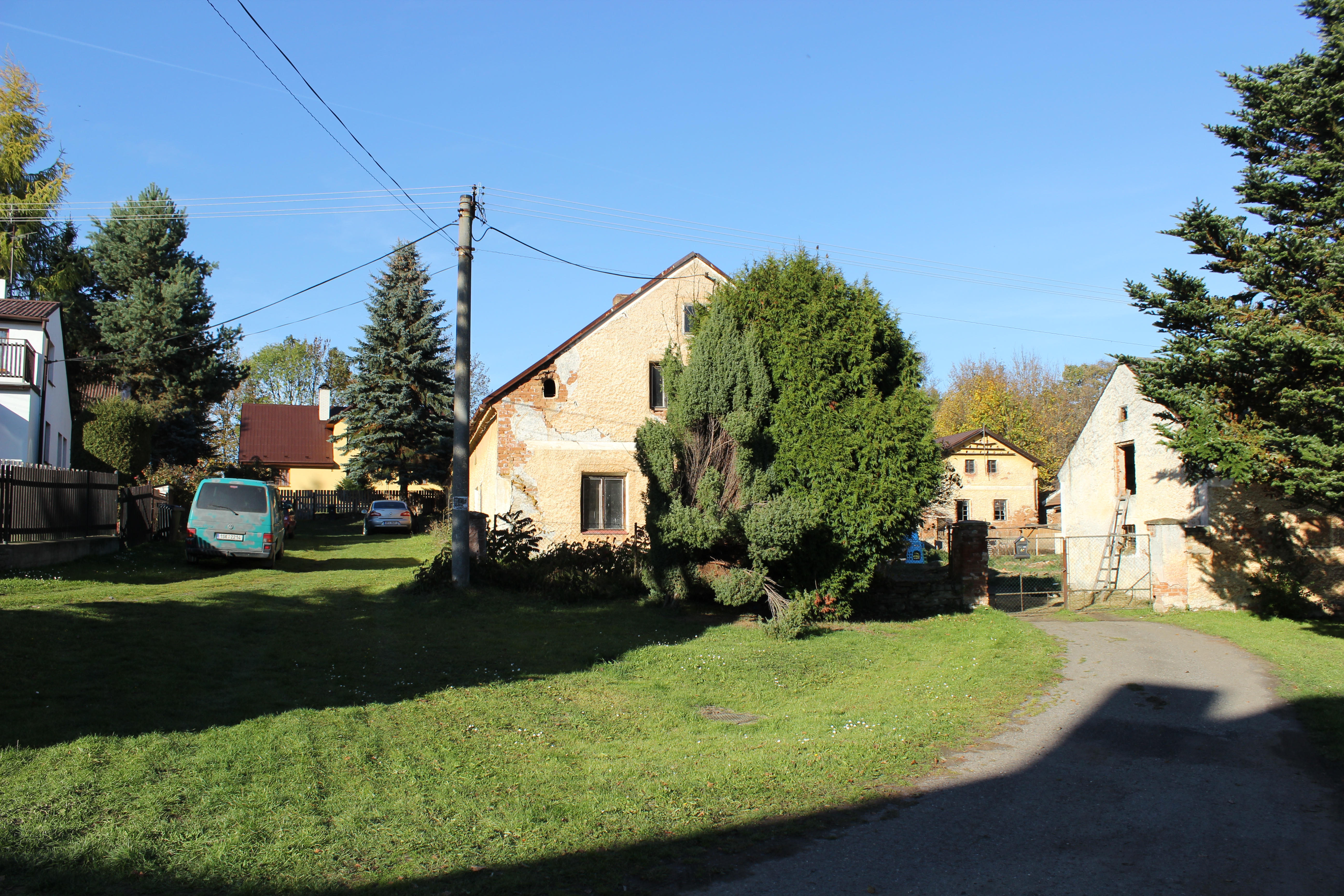
Místní zástavba